# Athripsodes bilineatus
Athripsodes bilineatus – gatunek owada z rzędu chruścików i rodziny Leptoceridae. Larwy prowadzą wodny tryb życia.
Występuje w Europie, z wyjątkiem Skandynawii i Islandii, larwy zasiedlają strefę rhitralu i potamalu (Botosaneanu i Malicky 1978). Limneksen.
Materiał obejmuje jedną larwę złowioną w jez. Woświn na Pojezierzu Pomorskim.
Larwy złowiono w jeziorach Karelii oraz jeziorze przepływowym w Jugosławii.